# Segunda Categoría de El Oro 2011
El Campeonato Provincial de Segunda Categoría de El Oro 2011 fue un torneo de fútbol en Ecuador en el cual compitieron equipos de la Provincia de El Oro.

## Equipos por Cantón
| Cantón     | N.º | Equipos                                                                                      |
| ---------- | --- | -------------------------------------------------------------------------------------------- |
| Machala    | 6   | Audaz Octubrino, Deportivo Bolívar, Fuerza Amarilla SC, Parma FC, Urseza, Kléber Franco Cruz |
| Huaquillas | 2   | Club Social y Deportivo Comercial Huaquillas y Huaquillas Fútbol Club                        |
| El Guabo   | 2   | Santos FC y Guabo FC                                                                         |
| Portovelo  | 1   | Río Amarillo                                                                                 |
| Arenillas  | 1   | Sociedad Deportivo Cóndor                                                                    |
| Santa Rosa | 1   | Santa Rosa Fútbol Club                                                                       |
| Pasaje     | 1   | Cantera del Jubones                                                                          |

## Clásicos
- Audaz Octubrino VS Fuerza Amarilla SC (equipos de Machala)
- Huaquillas Fútbol Club VS Comercial Huaquillas (Clásico del cantón Huaquillas)
- Santos FC VS Guabo FC (Clásico del cantón El Guabo)

## Grupo 1
| Equipo             | Pts | PJ | PG | PE | PP | DG  |
| ------------------ | --- | -- | -- | -- | -- | --- |
| Huaquillas FC      | 10  | 4  | 3  | 1  | 0  | +13 |
| Fuerza Amarilla SC | 8   | 4  | 2  | 2  | 0  | +6  |
| Urseza             | 4   | 4  | 1  | 1  | 2  | -6  |
| Audaz Octubrino    | 0   | 4  | 0  | 0  | 4  | -13 |

|  | Clasificado al Hexagonal Final. |

## Grupo 2
| Equipo               | Pts | PJ | PG | PE | PP | DG  |
| -------------------- | --- | -- | -- | -- | -- | --- |
| Comercial Huaquillas | 14  | 6  | 4  | 2  | 0  | +12 |
| Cantera del Jubones  | 14  | 6  | 4  | 2  | 0  | +6  |
| Santos FC            | 7   | 6  | 2  | 1  | 3  | 0   |
| Deportivo Cóndor     | 3   | 5  | 1  | 0  | 4  | -5  |
| Santa Rosa FC        | 1   | 5  | 0  | 1  | 4  | -10 |

|  | Clasificado al Hexagonal Final. |

## Grupo 3
| Equipo             | Pts | PJ | PG | PE | PP | DG  |
| ------------------ | --- | -- | -- | -- | -- | --- |
| Río Amarillo       | 8   | 4  | 2  | 2  | 0  | +11 |
| Deportivo Bolívar  | 8   | 4  | 2  | 2  | 0  | +9  |
| Parma FC           | 5   | 4  | 1  | 2  | 1  | +3  |
| Kléber Franco Cruz | 0   | 4  | 0  | 0  | 4  | -23 |

|  | Clasificado al Hexagonal Final. |

## Hexagonal Final
| Equipo               | Pts | PJ | PG | PE | PP | GF | GC | DG |
| -------------------- | --- | -- | -- | -- | -- | -- | -- | -- |
| Fuerza Amarilla SC   | 0   | 0  | 0  | 0  | 0  | 0  | 0  | 0  |
| Huaquillas FC        | 0   | 0  | 0  | 0  | 0  | 0  | 0  | 0  |
| Comercial Huaquillas | 0   | 0  | 0  | 0  | 0  | 0  | 0  | 0  |
| Cantera del Jubones  | 0   | 0  | 0  | 0  | 0  | 0  | 0  | 0  |
| Deportivo Bolívar    | 0   | 0  | 0  | 0  | 0  | 0  | 0  | 0  |
| Río Amarillo         | 0   | 0  | 0  | 0  | 0  | 0  | 0  | 0  |

|  | Clasificado a los zonales. |

## Calendario
| Fuerza Amarilla SC   | - | Río Amarillo      | Estadio 9 de Mayo               |
| Cantera del Jubones  | - | Deportivo Bolívar | Estadio Carlos Falquez Batallas |
| Comercial Huaquillas | - | Huaquillas FC     | Estadio Humberto Arteta         |

## Goleador
| Jugador       | Club                 | Goles |
| ------------- | -------------------- | ----- |
| César Córdova | Comercial Huaquillas | 12    |

| Predecesor: Edición 2010 | Campeonato Provincial de Segunda Categoría de El Oro Edición 2011 | Sucesor: Edición 2012 |

- Datos: Q6344556